# Touloubre
Touloubre je řeka protékající francouzským departementem Bouches-du-Rhône. Je dlouhá 59 km a její povodí má rozlohu 420 km². Strahlerovo číslo řeky je 3. Touloubre pramení v pohoří Chaîne de la Trévaresse nedaleko města Venelles v nadmořské výšce 330 m. Vlévá se do laguny Étang de Berre, která je spojena se Středozemním mořem. Tok řeky křižuje umělý EDF Canal de Durance. Na řece leží město Aix-en-Provence a Letecká základna 701 Salon-de-Provence. Oblast podél řeky je známá pěstováním révy vinné. V městečku Saint-Chamas přes řeku vede most Pont Flavien s vítěznými oblouky, postavený za vlády císaře Augusta. V Grans byla postavena malá vodní elektrárna.